# Commodore 64
Commodore 64 je bil zelo popularen računalnik v 80. letih. Izdelanih je bilo preko 30 milijonov primerkov.
Po navadi je bil opremljen s kasetofonom in je podatke shranjeval na kasete.
Frekvenca jedra procesorja MOS Technology 6510 je znašala 0,985 MHz, vgrajenega je imel 64 KB pomnilnika. Sliko, ki jo je dajal, pa smo lahko opazovali tudi na televiziji, ker so bili računalniški zasloni za domačo uporabo redkost.